# Mato

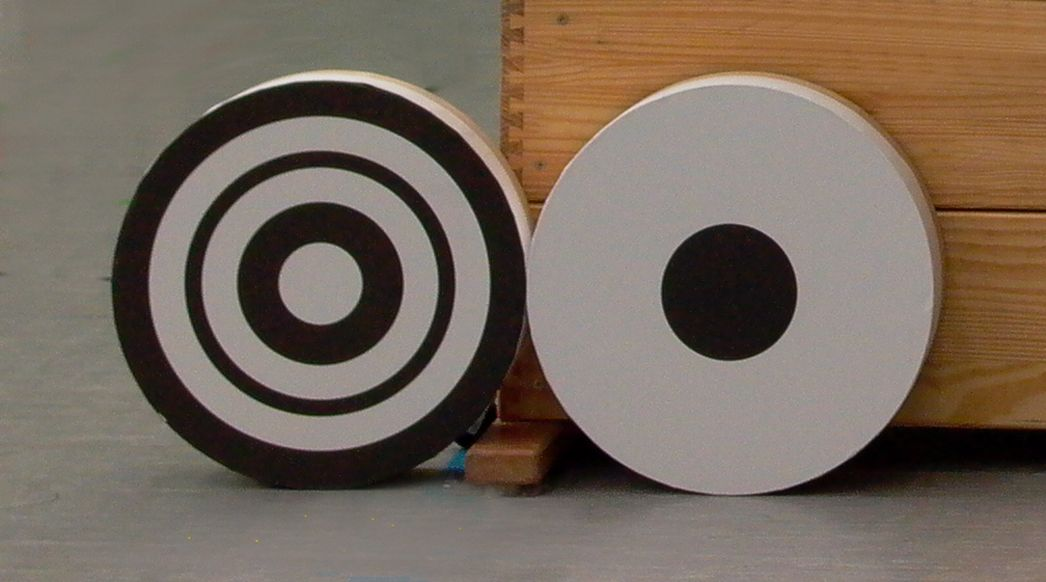
Kasumi-Mato und Hoshi-Mato

Als Mato (jap. 的, dt. „Ziel“) wird die Zielscheibe beim Kyūdō, dem japanischen Bogenschießen bezeichnet.

## Beschaffenheit
Mato bestehen traditionell aus einem mit Papier bespannten Holzring, der mit Hilfe eines Bambusstabes vor einer Sandaufschüttung (Azuchi) befestigt wird. Wenn in Sporthallen geschossen wird, besteht das Mato oft aus einer Schaumstoffplatte als Pfeilfang, an dem Papierscheiben festgesteckt werden. Nach der Wettkampfordnung des Deutschen Kyudo-Bundes beträgt bei einer Zielentfernung von 60 Metern der Durchmesser des Mato 100 cm. Für Schießen auf weitere Entfernung (遠的, Enteki) wird das Ō-Mato (大的, „großes Mato“) verwendet. Dieses hat einen Durchmesser von 158 cm (5 shaku 2 sun) und wird an einem Holzständer aufgespannt.

### Rahmen des Mato
Laut offiziellem Regelwerk soll der Rahmen des Mato wenigstens 10 cm tief sein und es muss  darauf geachtet werden, dass zwischen Papier und Rahmen keine Lücke entsteht. Auch darf der Rahmen nicht zu dick sein, da die Pfeile entweder abprallen können oder beschädigt werden. "Der innere Rand des Rahmens sollte abgeschliffen sein. Wenn der Rahmen zu flach ist, kann das Mato leicht kippen,....

## Formen
Man unterscheidet zwischen zwei verschiedenen Formen:
- Das für Training und Wettkampf eingesetzte Hoshi-Mato (星的, „Stern-Mato“) besteht aus einer weißen Scheibe von 36 cm Durchmesser mit einer schwarzen Mitte von 12 cm Durchmesser.
- Für Zeremonien und Wettkämpfe kommt das Kasumi-Mato (霞的, „Nebel-Mato“) zum Einsatz. Dieses hat bei ebenfalls 36 cm Durchmesser mehrere schwarze und weiße Ringe, deren Zahl und Breite sich zwischen den einzelnen Schulen des Kyūdō unterscheiden.